# Miracol si grida
Miracol si grida è una sfilata e rievocazione storica che si svolge nel centro storico di Treviglio la prima domenica di marzo di ogni anno, la seconda in caso di precipitazioni, per commemorare il Miracolo che salvo la città di Treviglio da distruzione certa il giorno 28 febbraio 1522.
È una manifestazione molto sentita a livello locale e molte persone accorrono a vederla anche dai comuni limitrofi.

## Iniziative della mattinata precedente la manifestazione
I principali cortili del centro storico di Treviglio (nelle vie Fratelli Galliari, Andrea Verga, Roma e San Martino) vengono aperti al pubblico ospitando opere d'arte realizzate per l'occasione tra le quali alcuni quadri.

## Svolgimento della manifestazione
I partecipanti alla manifestazione sono divisi in quattro cortei che a turno, partendo dalla piazza Garibaldi, raggiungono una delle quattro porte storiche a testa (nelle vie Roma, Fratelli Galliari, Andrea Verga e San Martino) dove sostano per alcuni minuti per poi tornare indietro in piazza Garibaldi.
Successivamente, dopo l'arrivo di Lautrec con i suoi cavalieri francesi a cavallo intenzionati a radere al suolo Treviglio casa per casa e gli interventi per salvare la città del cardinale Serbelloni, di Bernabò Visconti e quello decisivo delle pie donne che, partendo dalla cappella del Miracolo in via Sant'Agostino si recano in piazza Luciano Manara (adiacente a piazza Garibaldi) gridando al miracolo (Miracòl, Miracòl la Madòna la pians in dialetto bergamasco), il corteo si sposta nel piazzale del Santuario: prima i quattro cortei locali ciascuno con il proprio gonfalone e a seguire i soldati di Lautrec a piedi e a cavallo.
Qui Lautrec, sceso da cavallo, dopo aver accertato la veridicità del miracolo del pianto della Madonna, depone l'elmo e la spada, che lascia alla città seguito da tutti i suoi soldati, che, per motivi di tempo, tolgono semplicemente gli elmi. In seguito gli sbandieratori fanno i loro numeri nel piazzale, per poi spostarsi con tutto il corteo in piazza Garibaldi dove fanno un secondo spettacolo mentre il resto del corteo si ritira.